# Werner Vogler (Archivar)
Werner Vogler OSB (* 6. Mai 1944 in Wangs; † 30. März 2002 in Paris) war ein Schweizer Kirchenhistoriker.

## Leben
Der Sohn von Werner, Landwirt, und Marie geb. Willi besuchte das Gymnasium in Rheineck SG und die Kantonsschule in Chur. Im Anschluss studierte er Geschichte an den Universitäten Freiburg im Üechtland, wo er 1970 mit seiner Schrift Das Ringen um die Reform und Restauration der Fürstabtei Pfävers 1549–1637 zum Dr. phil. promoviert wurde, und in München. Ab 1971 war er Assistent und von 1978 bis 2002 Leiter des Stiftsarchivs St. Gallen. 1988 erhielt er den Kulturpreis der Sarganserländer Talgemeinschaft. Höhepunkt seines Lebenswerks war eine Wanderausstellung mit dem Titel Die Kultur der Abtei St. Gallen, die von 1990 bis 2002 in ca. 160 Städten präsentiert und in 12 Sprachen übersetzt wurde.

## Schriften (Auswahl)
- Wangs. Dorf, Nachbarschaft, Gemeinde. Wangs 1985, ISBN 3-907250-01-X.
- Kostbarkeiten aus dem Stiftsarchiv St. Gallen in Abbildungen und Texten. St. Gallen 1987, ISBN 3-7291-1043-8.
- Die Tiroler Baumeisterfamilie Metzenkopf und ihr Wirken für die Abtei Pfäfers im 18. Jahrhundert. Bad Ragaz 1994, ISBN 3-9520469-1-4.
- Zur Geschichte der St. Galler Klosterküche mit besonderer Berücksichtigung der Wiler Küchenordnung von Abt Ulrich Rösch (ca. 1480). Wil 2001, OCLC 757894728.